# Leonhard Danner

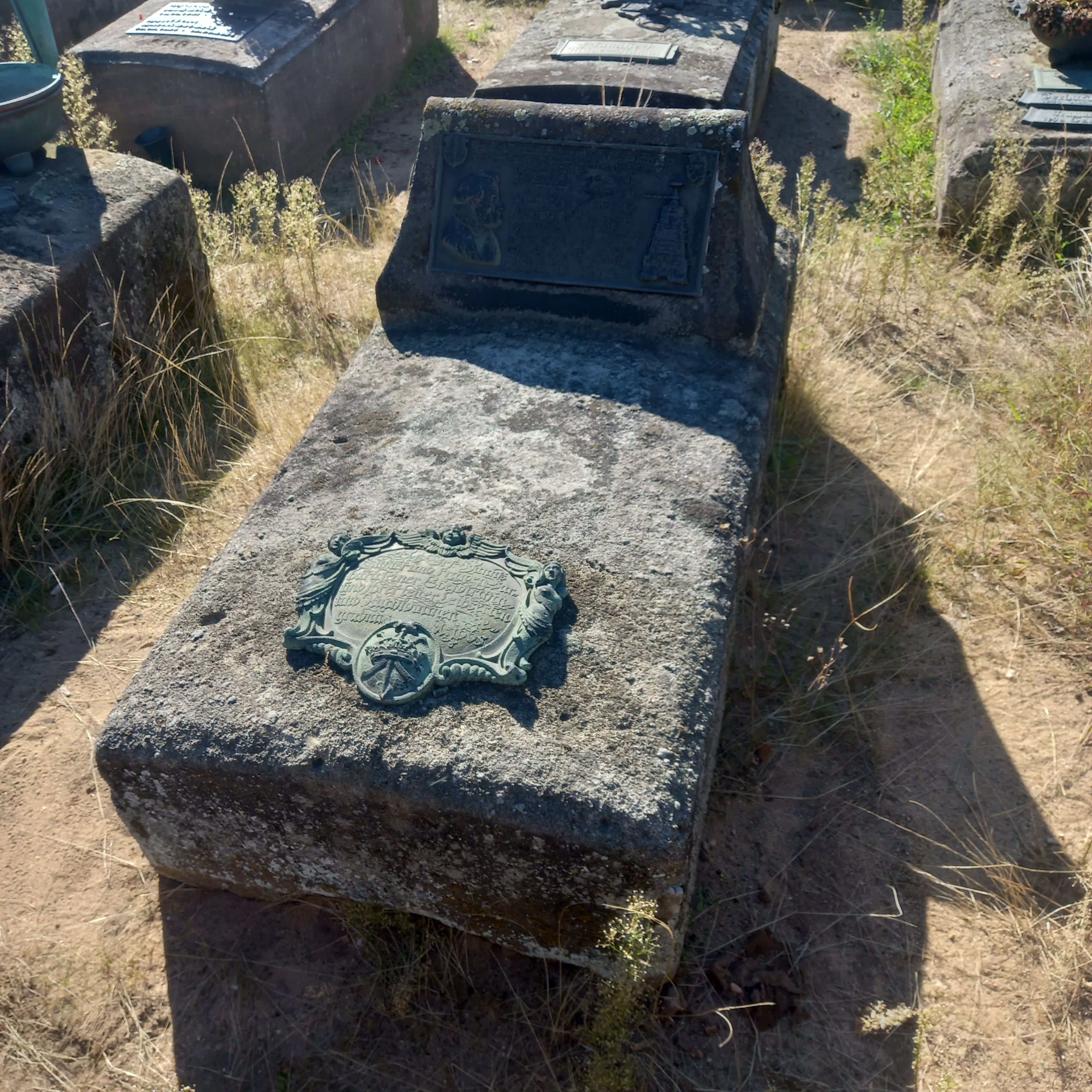
Das Grab von Leonhard Danner auf dem Rochusfriedhof in Nürnberg

Leonhard Danner, auch Lienhard Tanner und Leinhard Thanner, (* 1497 oder 1507 in Nürnberg; † 1585 ebenda) war ein deutscher Mechaniker.

## Familie
Leonhard Tanner hatte nachweislich drei Brüder:
- Martin lebte dokumentiert von 1528 bis 1539 in Nürnberg und heiratete am 27. Oktober 1528 in der dortigen St. Lorenzkirche Ursula Bundsidler. Er galt als renommierter Schrauben- u. Schraubzeugmacher und erhielt für seine Arbeiten mitunter Zuwendungen des Rates der Stadt Nürnberg. Mitunter arbeitete er auch in anderen Orten.[2]
- Hans war als Mechaniker und Verfertiger starker Hebezeuge und großer Schraubenwerke aus Eisen und Messing tätig. Als erster Nürnberger Handwerker verwendete er endlose Schrauben, mit denen er Geschützte anhob. Diese Technik wurde seinerzeit bspw. in Italien und Frankreich seit längerem angewendet. Er starb nach 1545, ggf. 1573 in Nürnberg.
- Wolf lebte nachweislich im Jahr 1538 und starb im Jahr 1552. Er galt als renommierter Nürnberger Büchsenmacher und besonders eifriger Produzent von Buchsenläufen. Er arbeitete im Jahr 1543 unter anderem im Auftrag von Karl V. und Philipp I.

Tanner selbst heiratete in erster Ehe eine Frau namens Sabina, die 1555 starb. In zweiter Ehe heiratete er eine Frau namens Dorothea.

## Leben und Wirken
Danner erwarb 1534 das Nürnberger Bürgerrecht und arbeitete ab dem Jahr 1554 für die Stadt. Franz Fuhse beurteilte Danner in den Mitteilungen aus dem germanischen Nationalmuseum als „grübelnden Kopf“, „der große technische Probleme in seinem Hirne wälzte, ohne es zu verstehen, seine Fähigkeiten zur Verbesserung seiner äußeren Lage zu verwenden.“ Danner galt als einfallsreicher und erfinderischer Schreiner und Mechaniker, insbesondere bei der Konstruktion und Produktion großer Hebezeuge, Schrauben und Brechwerkzeugen. Er arbeitete darüber hinaus auch als Kupferstecher und Plakettenmeister und könnte vielleicht ein Monogrammist gewesen sein.
Der Kaiser erteilte Danner 1582 ein Privileg für von ihm entworfene Holzersparungskunst. Weitere Erfindungen waren eine Messingspindel für Buchdruckerpressen und 1550 eine „Brechschraube“. Diese konnte, abhängig von ihrer Größe, Gefängniswände und Mauern belagerter Städte öffnen. Vermutlich erfand er auch eine quasi fabrikmäßige Produktionsmethode, um dem Vorbild der Münzprägung folgend Brettspielsteine mittels Pressen zu fertigen.
Danner gehörte zu den zahlreichen Fortifikationsingenieuren, die Rufen von Kurfürst August I. von Sachsen und Otto Heinrich von der Pfalz folgten. Im Jahr 1555 schickte er Brechzeug in die Niederlande, im Jahr 1562 schuf er eine Schnellwaage und gestaltete von 1557 bis 1560 eine künstlerisch exzellent ausgeschmückte Drahtziehbank für den Kurfürsten von Sachsen.
Danners sterbliche Überreste wurden auf dem Friedhof der Nürnberger Rochuskirche beigesetzt.